# Kirche Kirch Baggendorf

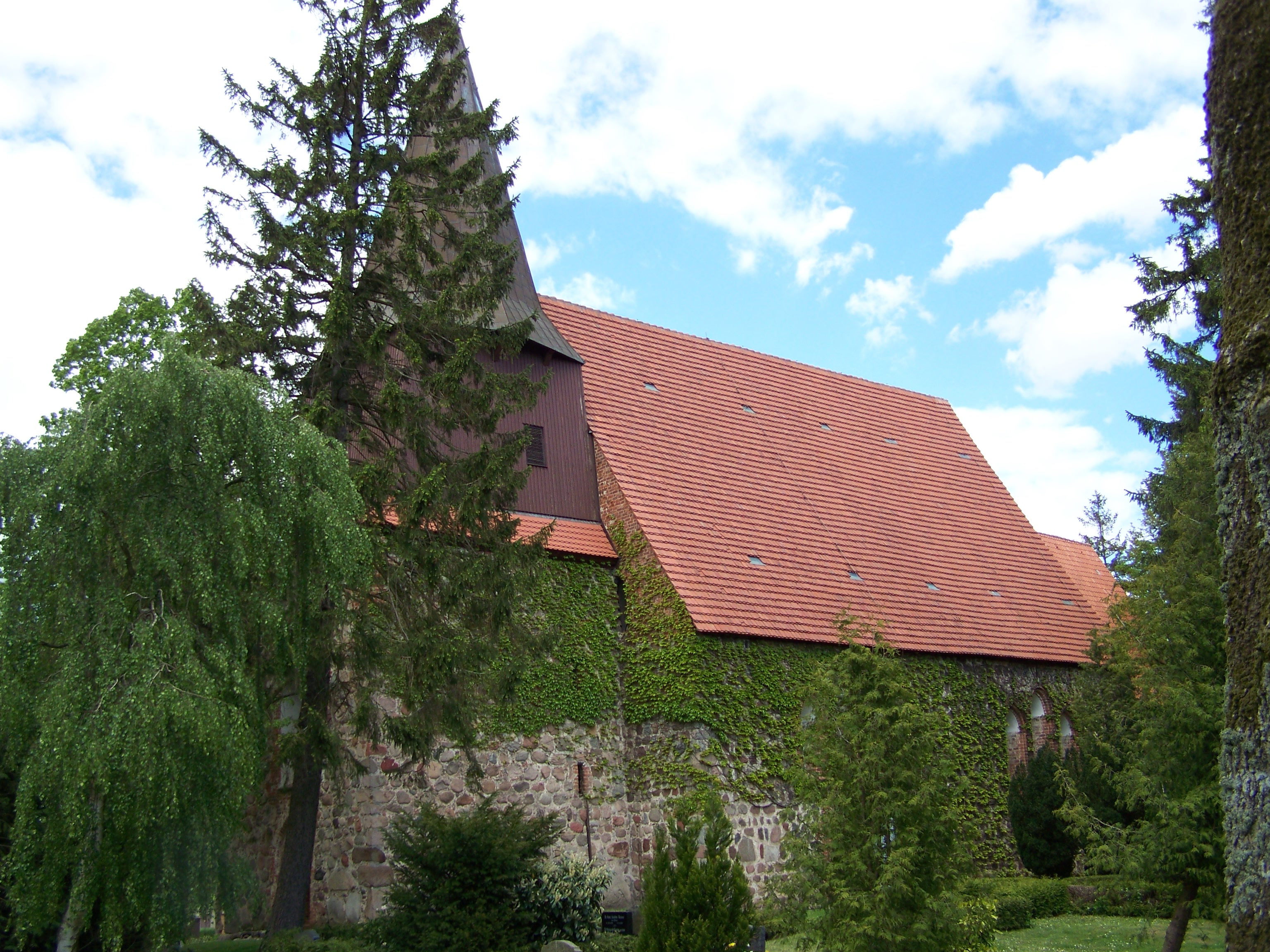
Kirche in Kirch Baggendorf

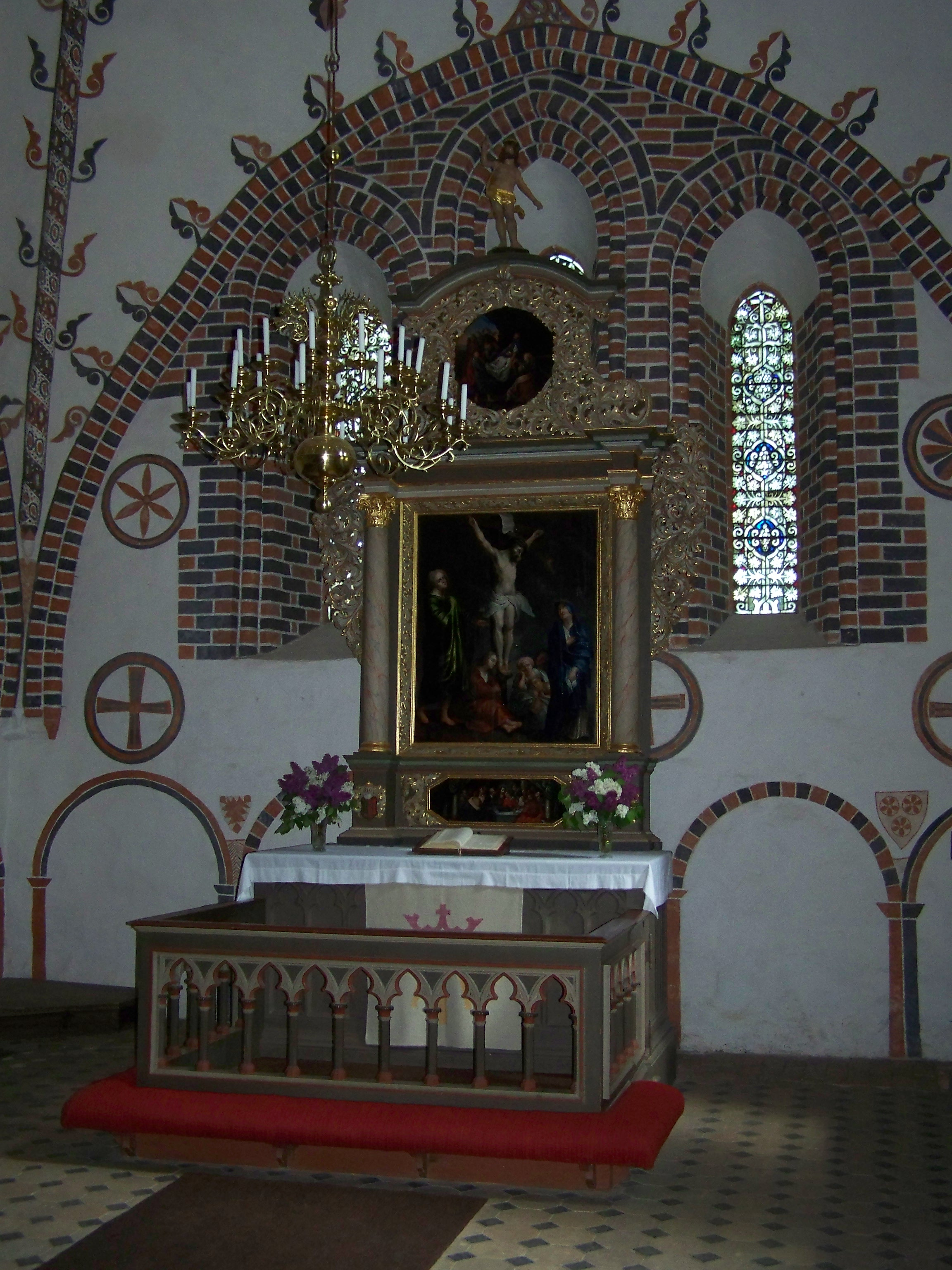
Altarraum

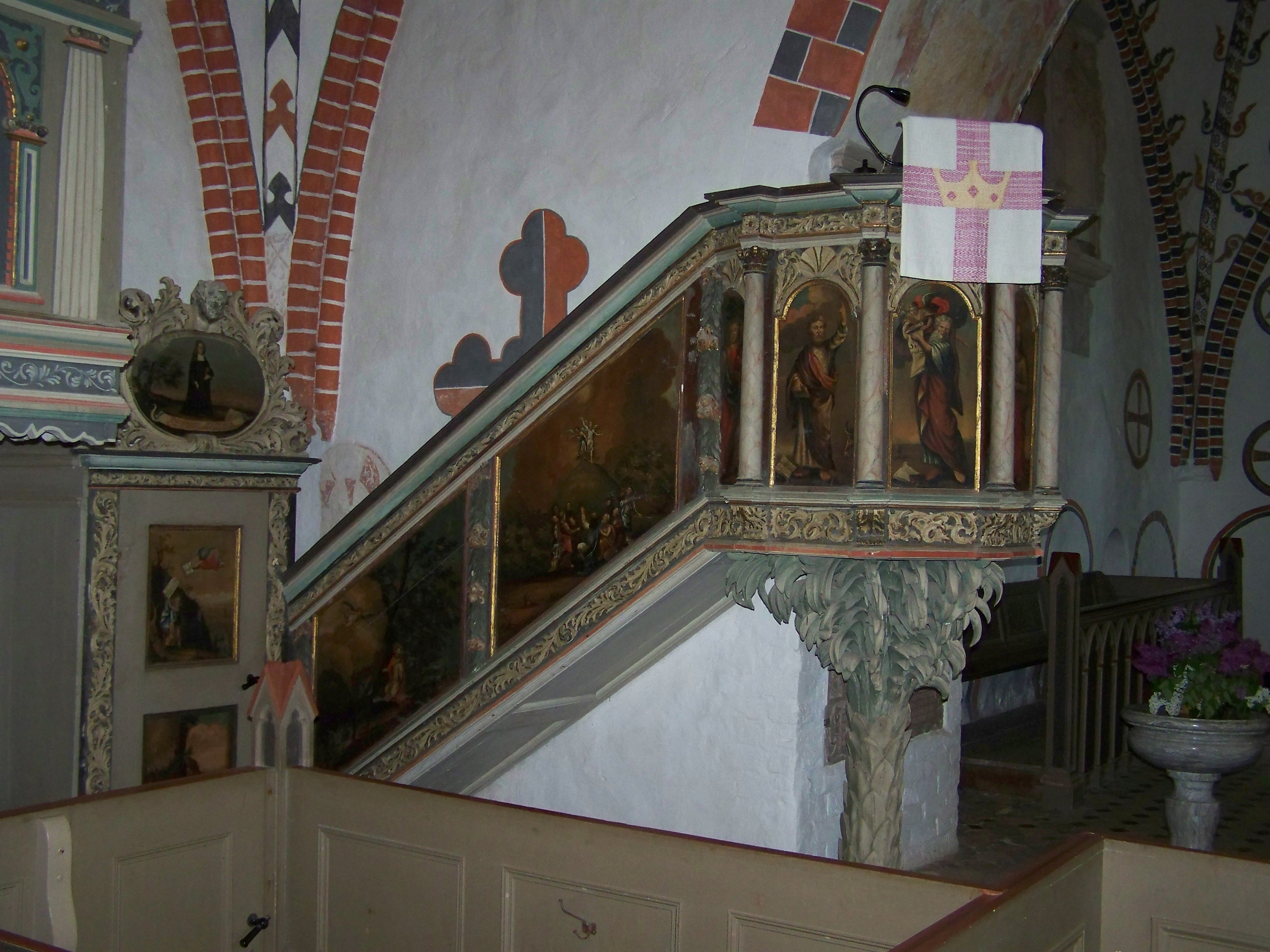
Kanzel

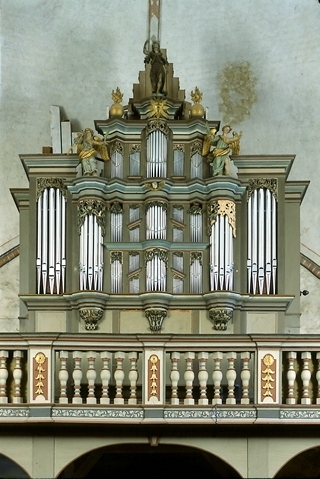
Orgel

Die Kirche Kirch Baggendorf ist ein Kirchengebäude im Ortsteil Kirch Baggendorf der Gemeinde Gransebieth in Vorpommern. Die Kirche steht auf einer Bodenerhebung im Zentrum des Dorfes. Um die Dorfkirche wurde ein Friedhof angelegt, auf dem sich auch eine Aussegnungshalle befindet.

## Geschichte
Gegen Ende des 12., Anfang des 13. Jahrhunderts ließen sich deutsche Siedler in Baggendorf (Bekendorpe) nieder, die auch eine Kirche errichteten.
Das Patronat der Kirche lag zunächst in den Händen des Landesherren. Zu den Patronatsherren zählte ab 1655 auch David Mevius. Ab 1808 lag das Patronat bei den Besitzern von Zarrentin und ab 1928 bei der Pommerschen Landgesellschaft. Ab 1930 war Kirch Baggendorf patronatsfrei.
Während Baggendorf selbst erstmals im Jahre 1242 urkundlich erwähnt wird, taucht als erster Beleg für die Existenz einer Kirche in Kirch Baggendorf am 21. Juli 1278 ein Hermannus plebanus (Pfarrer Hermann) de Baggendorp als Zeuge auf einer Urkunde des Abtes von Neuenkamp auf.
Die genaue Bauzeit der Kirche ist unbekannt. In der ersten Hälfte des 13. Jahrhunderts wurde der Feldsteinbau fertiggestellt. Der Bau wurde als Einheit errichtet; der Turm kam allerdings erst im 14. oder 15. Jahrhundert dazu. 1746 wurde der heute sichtbare Turmhelm aufgesetzt.
Während am Äußeren der Kirche kaum etwas verändert wurde, unterlag die Inneneinrichtung größeren Umbauten. Zwischen 1702 und 1703 wurde der Innenraum komplett umgestaltet und zeitgemäß ausgemalt. Kanzel und Altar kamen hinzu. Eine Renovierung erfuhr der Innenraum im Jahr 1864, wobei das Gestühl durch das noch heute erhaltene ersetzt wurde; dabei wurde der Mittelgang beseitigt.
Unter Gustav Hoffmann wurde die Kirche im Jahr 1939 restauriert. Emporen wurden entfernt, und eine Heizung eingebaut. Hoffmann legte mittelalterliche Malereien aus der Zeit des Baus der Kirche frei.
Nach 1990 wurden weitere Restaurierungsarbeiten vorgenommen. Dabei wurde auch der Schiefer der Turmeindeckung wegen durchgerosteter Dachnägel durch Kupfer ersetzt. Die durch Gustav Hoffmann freigelegten Malereien wurden 2001–2005 durch Marcus Mannewitz restauriert und teilweise rekonstruiert.

## Beschreibung
Die Kirche zählt mit einer Länge (mit Turm) von 42,32 Metern und einer Breite von 15,17 Metern zu Vorpommerns größeren Dorfkirchen. Sie wurde überwiegend aus Feldsteinen errichtet. Backstein wurde nur als Gliederungselement verwendet, Ost- und Westgiebel sind ebenfalls aus Backstein.
Es handelt sich um einen Bau, der in der Zeit des Übergangs von der Romanik zur Gotik errichtet wurde.
An den 8,79 Meter langen Chor ist im Norden eine 4,76 mal 5,39 Meter große Sakristei angebaut. Im Westen des Chores schließt das zweijochige, 23,67 Meter lange Kirchenschiff an, daran der fast quadratische, 9,86 Meter lange Kirchturm, dessen oberes Drittel aus einer Holzbretterkonstruktion mit achteckigem Turmhelm besteht.
Die Kirche verfügt über drei Portale. Das vierte, im Norden, war ursprünglich den Frauen vorbehalten. Es wurde vermutlich im 17. Jahrhundert zugemauert.
Auf dem Kirchengelände steht  eine kleine Aussegnungshalle.
Im Jahr 2015 wurde im Eingangsbereich eine Informationstafel, die Teile der Chronik als auch eine Liste aller bekannten Pastoren, die in dieser Kirche gewirkt haben, hinzugefügt.

## Ausstattung
Reste einer gotischen figürlichen Malerei, die Ende des 14. Jahrhunderts entstand, sind in den Laibungen des Triumphbogens zu sehen. Die östlichen Fenster sind mit Bleiglas versehen.
Die drei Altarfenster wurden 1910 durch Josef Goller gestaltet.
Die barocke Kanzel stammt aus dem Jahr 1702, der etwa fünf Meter hohe Altaraufsatz von 1703. Beide wurden in der gleichen Werkstatt gefertigt. Der Altaraufsatz wurde im Jahr 2007 in der Farbfassung von 1938 restauriert. 2017 wurde die Goldrahmung der Kanzel erneuert.
Der Taufstein aus Marmor wurde 1862 gefertigt. Die Kerzenleuchter stammen aus dem Jahr 1884, der große Leuchter im Schiff aus dem Jahr 1978.
Der am Eingang des Südportals befindliche Opferstock wurde im 18. Jahrhundert für 16 Mark angefertigt.

### Orgel
1840 wurde eine aus der Stadtkirche in Loitz stammende alte Orgel, die Johann Friedrich Schulze gefertigt hatte, in der Kirche Kirch Baggendorf eingebaut. Der Prospekt wurde im 18. Jahrhundert gefertigt. 1883 erneuerte Friedrich Albert Mehmel das Werk komplett. Die Orgel wurde 1997–1998  durch Rainer Wolter aus Zudar restauriert. Sie verfügt über zwei Manuale und Pedal bei 14 Registern.

### Geläut
Die Kirche besaß 1573 vier Glocken. Im Dreißigjährigen Krieg kam eine Glocke abhanden, die später auf einem Feld bei Tribsees gefunden, aber nicht wieder aufgehängt wurde. Im Jahr 1900 waren noch zwei Glocken im Turm vorhanden, eine dritte, gespendete, kam hinzu. Die beiden großen Glocken wurden im Ersten Weltkrieg zum Einschmelzen zur Waffenproduktion abgeliefert. 1938 wurde eine neue Glocke aufgehängt, die zwei Jahre später, im Zweiten Weltkrieg, wiederum abgeliefert wurde.
Heute ist nur noch die 1900 gegossene Glocke erhalten. Im März 2010 wurde das Geläut durch zwei neue größere Glocken ergänzt.

## Gemeinde
Das evangelische Pfarramt Kirch Baggendorf gehört seit 2012 zur Propstei Stralsund im Pommerschen Evangelischen Kirchenkreis der Evangelisch-Lutherischen Kirche in Norddeutschland. Vorher gehörte sie zum Kirchenkreis Demmin der Pommerschen Evangelischen Kirche.
Vom Jahr 1540 (nach der Reformation) bis zum Ende des 120. Jahrhunderts gehörte Kirch Baggendorf zur Synode bzw. zum Kirchenkreis Grimmen. In einer Matrikel aus dem Jahr 1573 sind als Teil des Kirchspiels Kirch Baggedorf Kerck Baggendorp, Wendische Baggendorp, Bassin, Strelow, Pretewische, Vagedestorp, Thurow, Bronnekow, Gransbytt, Cerrentin, Olstorp, Backewitz und Lürendorp erwähnt. Fünf Kapellen gehörten neben der Kirche zum Kirchspiel: Brönkow, Turow, Voigtsdorf, Strelow und Bassin. Diese sind nicht mehr erhalten.